# Siła Obywatelska (Rumunia)
Siła Obywatelska (rum. Forța Civică) – rumuńska partia polityczna o profilu chrześcijańsko-demokratycznym.

## Historia
Partię założył w 2004 Viorel Lis, były burmistrz Bukaresztu. Nie odgrywała jednak istotnej roli w rumuńskiej polityce. W 2012 dołączyła do niej grupa polityków, w tym były premier Mihai Răzvan Ungureanu, który objął funkcję przewodniczącego. Ugrupowanie stworzyło koalicję wyborczą m.in. z Partią Demokratyczno-Liberalną, która w wyborach parlamentarnych w tym samym roku otrzymała około 16% głosów. Kandydatom Siły Obywatelskiej przypadły 3 mandaty poselskie i 1 mandat senatorski.
Partia bez powodzenia wystartowała samodzielnie w wyborach europejskich w maju 2014, otrzymując w nich 2,6% głosów. W lipcu 2014 przyłączyła się do Partii Demokratyczno-Liberalnej.